# Książ (województwo kujawsko-pomorskie)
Książ – wieś w Polsce położona w województwie kujawsko-pomorskim, w powiecie mogileńskim, w gminie Strzelno.

## Podział administracyjny
W latach 1975–1998 miejscowość administracyjnie należała do województwa bydgoskiego.

## Demografia
Według Narodowego Spisu Powszechnego (III 2011 r.) liczyła 41 mieszkańców. Jest najmniejszą miejscowością gminy Strzelno.

## Urodzeni w Książu
- Stanisław Kubski – polski duchowny katolicki, błogosławiony Kościoła rzymskokatolickiego, kapłan archidiecezji gnieźnieńskiej, męczennik[4].